# Vana Tallinn

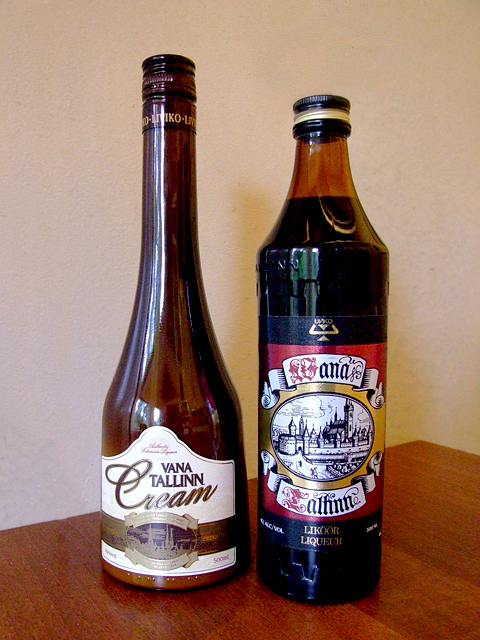
Vana Tallinn

Vana Tallinn är en rombaserad estnisk örtlikör med inslag av citron och vanilj. Den tillverkas sedan 1960 av en av Estlands äldsta spritfabrikörer, AS Liviko, grundat av preussaren Friedrich Rappuhn 1898.

Tillsammans med Viru Valge Vodka är Vana Tallinn företagets mest kända varumärke.
Vana Tallinn finns numera dels i tre starkare varianter med olika alkoholhalter (40%, 45% och 50%), och dels som 16-procentig likör i tre olika varianter: Vana Tallinn Cream, Vana Tallinn Chocolate Cream och Vana Tallinn Orange Cream.

Namnet Vana Tallinn betyder "gamla Tallinn". Därför passade namnet bra för färjan, som trafikerade på linjen Tallinn-Helsingfors. Färjans namn betydde parallellt gamla stan och populär likör. Vana Tallinn (varunr 87728, pris 195,-) och Vana Tallinn Chocolate Cream (varunr 87033, pris 165,-) fanns tidigare [när?] att köpa via Systembolagets beställningssortiment. 